# Bobcat Goldthwait
Robert Francis "Bobcat" Goldthwait (* 26. května 1962, Syracuse, New York, USA) je americký herec, komik, scenárista a filmový a televizní režisér. Je znám pro svou energičnost, vzteklost, nevrlý pronikavý hlas a zálibu v jízlivém černém humoru. V žebříčku nejlepších komiků všech dob televize Comedy Central se umístil na 61. místě. Upoutal na sebe především ve filmech Policejní akademie, kde ztvárnil postavu Zeda.